# 1960
1960 (MCMLX) var ett skottår som började en fredag i den gregorianska kalendern.

## Händelser

### Januari
- 1 januari

Kamerun.

Tchad.

  - Franska Kamerun blir självständigt.[1]
  - Den svenska omsättningsskatten, som togs ut under andra världskriget, återinförs på all svensk försäljning av varor och tjänster[1] för att ge statskassan tillskott på 1,2 miljarder SEK.[2] Skatten ligger på fyra procent.[3]
  - Det nya svenska ATP-systemet träder i kraft, varvid Allmänna pensionsfonden (AP-fonden) inrättas för att förvalta avgifterna till ålderspensioneringen. Fonden är uppdelad på tre delfonder, en för stats- och kommunalanställda, en för anställda vid större företag och en för anställda vid mindre och icke anställda förvärvsarbetare. Medlen får endast placeras som lån till staten, kommuner eller landsting eller som bostadskrediter.
- 4 januari – Danmark, Norge, Storbritannien, Schweiz, Sverige och Österrike undertecknar EFTA-fördraget.[4]
- 5 januari – Storflygplatsen Arlanda utanför Stockholm öppnas för allmän trafik.[1]
- 6 januari – Frankrike provspränger sin första atombomb i Saharaöknen.[5]
- 8 januari – Flera antisemitiska aktioner utförs i Sverige samtidigt med en våg av antisemitiska tilltag i Europa.
- 9 januari – Assuandammen börjar byggas i Egypten.
- 11 januari – Tchad blir självständigt från Frankrike.
- 16 januari – Det svenska flygplanet Draken överskrider dubbla ljudhastigheten.[6]
- 19 januari – SAS-flygplanet Orm Viking havererar vid inflygningen till Ankara. 42 personer, varav 6 svenskar, omkommer i flygföretagets första haveri.[2]
- 28 januari – Sveriges första journalisthögskola invigs i Stockholm.[6]
- 30 januari – 435 personer omkommer vid en gruvolycka i Sydafrika.[7]

### Februari

De 8:e Olympiska vinterspelen hölls i Squaw Valley, USA.

- 5 februari – Vid europeiska centret för kärnforskning i Genève tas världens största partikelaccelerator i bruk.[1]
- 13 februari – Frankrike testar sin första atombomb i Regane i Sahara.[1]
- 18 februari – De 8:e olympiska vinterspelen invigs i Squaw Valley i Sierra Nevada.[1]
- 19 februari – Enligt förslag till en ny svensk namnlag skall hustrun kunna behålla sitt släktnamn i äktenskapet.[6]
- 21 februari
  - En jordbävning förorsakar skador i Algeriet.
  - Fidel Castro börjar nationalisera Kubas näringsliv.

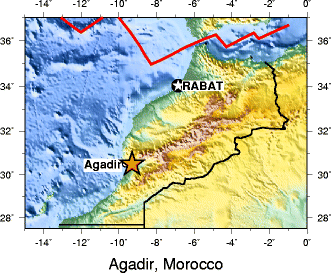
Jordbävning i Marocko.

- 25 februari – 61 personer omkommer då ett flygplan ur USA:s marinflyg kolliderar med ett brasilianskt flygplan.[7]
- 29 februari – Agadir i Marocko utplånas av en kraftig jordbävning,[1] som kräver 15 000 dödsoffer.

### Mars
- 18 mars

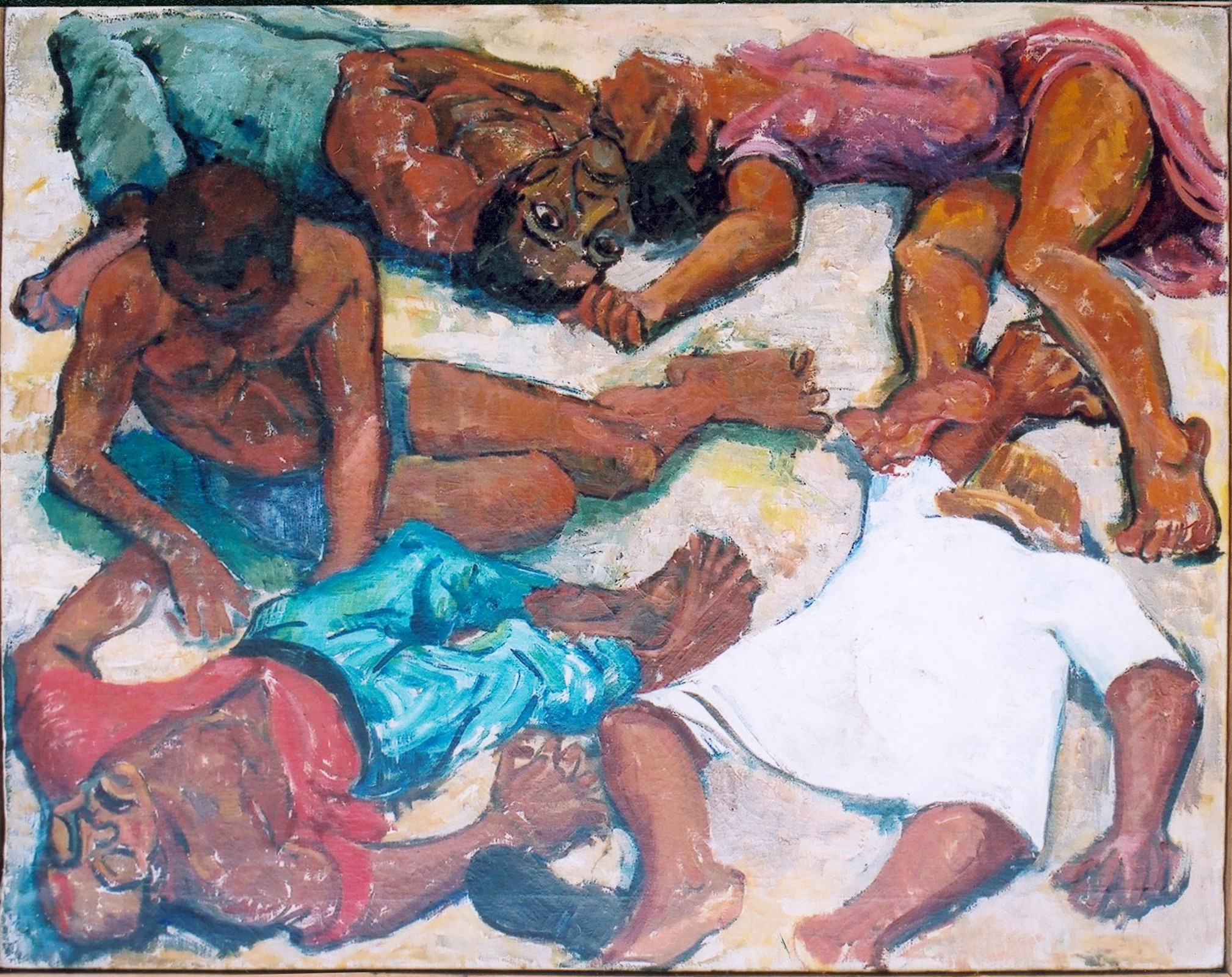
Sharpevillemassakern.

  - LO och SAF enas om att särskilda kvinnolöner skall avskaffas i Sverige inom fem år.[6]
  - Fluorborstning av tänderna införs för alla skolbarn i Sverige.[6]
- 21 mars – 69 personer dödas och 180 skadas i den så kallade massakern i Sharpeville där sydafrikansk polis öppnar eld mot obeväpnade svarta demonstranter.[8]
- 31 mars – Statsrådet Gösta Skoglund inviger Bulltoftas nya stationsbyggnad.

### April
- 1 april

Togo.

  - USA skjuter ut världens första vädersatellit, TIROS-1 (Television Infra-Red Observation Satellite), från Cape Canaveral AFS i Florida klockan 06.40 EST.[9][10] Samma kväll introduceras satellitväderprognoser till världen via TV för första gången. Bilderna tas från en höjd av 450 engelska mil.[11]
  - Frankrike provspränger en atombomb i Saharaöknen.[5]
- 10 april – Svenska kyrkans första kvinnliga präster vigs. Först ut är Margit Sahlin, Elisabeth Djurle och Ingrid Persson.[1]
- 11 april – Den svenska regeringen lägger fram en plan om kraftig utbyggnad av de svenska universiteten, framför allt inom teknik och naturvetenskap.[6]
- 21 april – Brasilia blir Brasiliens nya huvudstad.
- 27 april – Togo blir självständigt från Frankrike.
- 30 april – Civilingenjören och provflygaren Bengt Olow tilldelas Thulinmedaljen i silver.

### Maj
- 1 maj

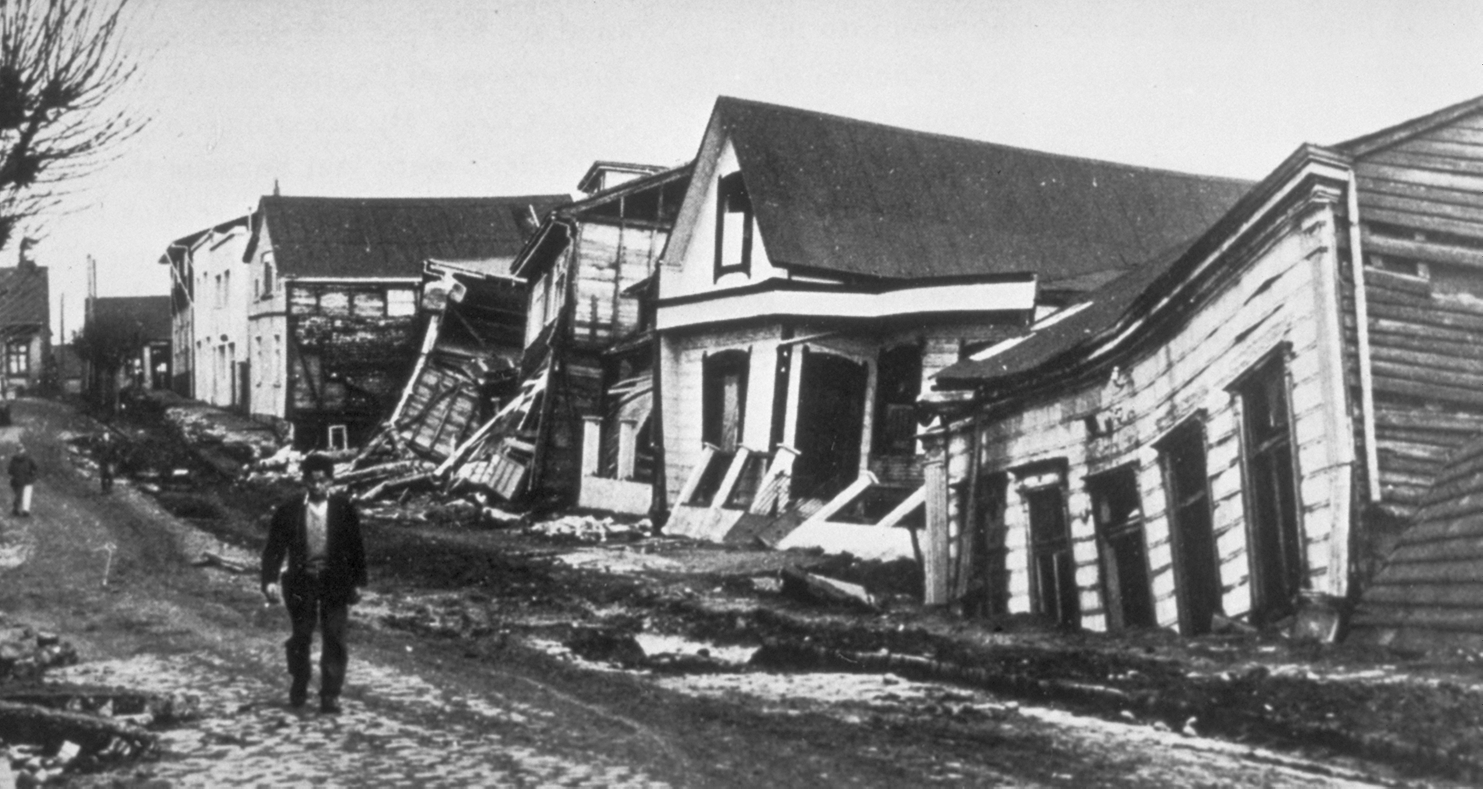
Jordbävningen i Valdivia 1960.

  - Ett amerikanskt spionplan (U-2) skjuts ned över Sovjetunionen och piloten Gary Powers tas till fånga av sovjetisk militär.[1]
  - SAS inleder jetflygningar över Nordatlanten.
  - De indiska delstaterna Maharashtra, Punjab och Gujarat bildas.
- 2 maj – Världsopinionen protesterar när USA avrättar morddömde Caryl Chessman, som åtta gånger fått dödsstraffet uppskjutet, i gaskammare i San Quentin-fängelset.[1]
- 3 maj – Handelsavtalet EFTA träder i kraft.
- 4 maj – I sörmländska Studsvik startas en av Europas största forskningsatomreaktor, R2.[2]
- 6 maj – Vid årets kungabröllop i Storbritannien gifter sig prinsessan Margaret med fotografen Anthony Armstrong-Jones.[8]
- 10 maj – Atomubåten USS Nautilus fullbordar den första jordenruntresan under vatten.
- 11 maj – Den före detta tyske SS-officeren Adolf Eichmann tillfångatas av israeliska agenter i Argentina, och förs till Israel.[8]
- 15 maj – Den sovjetiska satelliten Sputnik 4 skjuts upp.
- 17 maj – Den svenska regeringen beslutar att samhällskunskap skall bli självständigt ämne i gymnasiet.[6]
- 22 maj – En jordbävning,[12] den hittills kraftigaste jordbävningen enligt Richterskalan (9,6) uppmäts i Chile. Den förorsakar att cirka 2 000 personer omkommer vid jordbävningens centrum och ytterligare 250 på grund av tsunamivågor i Japan, Filippinerna, Alaska och Hawaii.
- 27 maj – Ny jordbävning i Chile.[12]
  - En statskupp sker i Turkiet.
  - Mitten av året – En överenskommelse nås i Sverige om samordning av tjänstemännens pensioner med ATP-systemet. Eftersom överenskommelsen är fördelaktig för tjänstemännen minskar motståndet.

### Juni
- 1 juni – Diplomatiska relationer knyts mellan Israel och Nepal.[13]
- 5 juni – Ett av Finlands mest omtalade brott, Bodommorden, begås vid Bodom Träsk och tre ungdomar mördas.
- 15 juni – Sveriges längsta bågbro invigs mellan Tjörn och svenska fastlandet.[2]
- 20 juni – I USA tar Floyd Patterson, USA tillbaka världsmästartiteln i tungviktsboxning genom att vinna mot Ingmar Johansson, Sverige och därmed bryter han det gamla ordstävet "They Never Come Back".
- 26 juni
  - Brittiska Somaliland upplöses och blir Somaliland.[3]
  - Madagaskar blir fullt självständigt.[3]
- 30 juni – Belgiska Kongo utropas till självständig stat, i närvaro av kung Baudouin av Belgien, och blir Republiken Kongo med Patrice Lumumba som premiärminister.[1] Hans politiska motståndare Joseph Kasavubu blir president.[8]

### Juli
- 1 juli

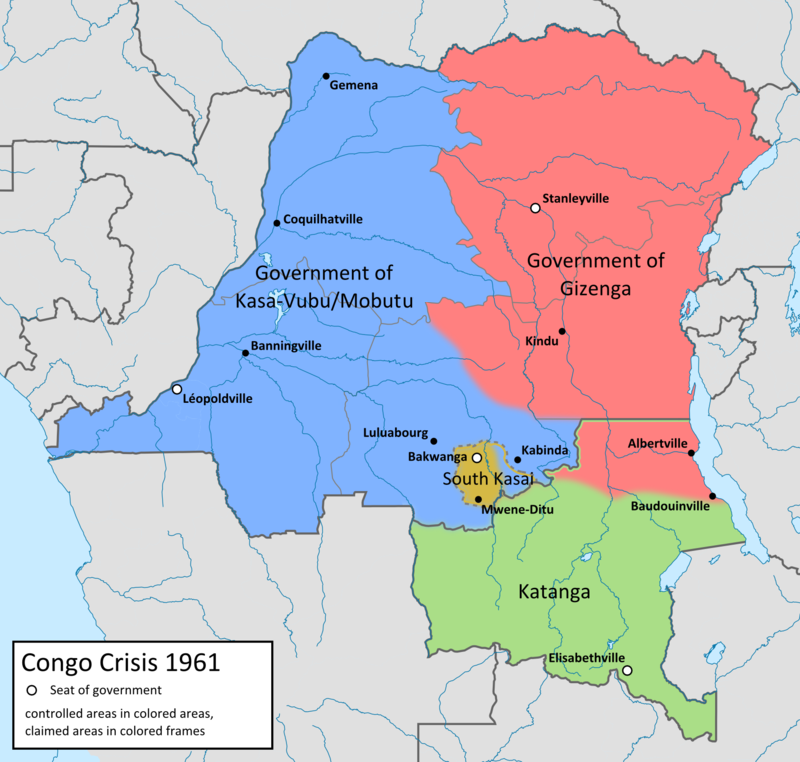
Kongokrisen.

  - Somaliland uppgår i union med italienska Somaliland till Somalia.
  - Kwame Nkrumah väljs till Ghanas förste president.[1]
  - EFTA sänker sina inbördes tullar med 20 %.[3]
    - I Sverige blir Stockholms högskola ett statligt universitet.
- 8 juli – Vägpasset Abra del Acay i Argentina invigs, världens högsta körbara bergspass.[14]
- 11 juli – Inbördeskrig utbryter i Kongo-Léopoldville när Moïse Tshombe utropar provinsen Katanga som självständig republik.[1]
- 15 juli – Säkerhetsstyrkor från Förenta nationerna anländer till det inbördeskrigsdrabbade Kongo-Léopoldville.
- 16 juli – Åtta danska fotbollsspelare omkommer i ett flyghaveri på Kastrup.
- 19 juli – Den svenska regeringen sänder 600 man till FN:s styrka i Kongo.[6] Dag Hammarskjöld har bett om svensk hjälp och på en vecka har 600 svenskar anlänt till Kongo.[2]
- 21 juli – Sirimavo Bandaranaike utses till regeringschef i Sri Lanka, vilket är första gången någonsin en kvinna väljs till premiärminister.[15]
- 23 juli – OEEC blir OECD då USA, Kanada och Japan också går med.[3]

### Augusti

De 17:e Olympiska Sommarspelen hölls i Rom, Italien.

Cypern.

- 7 augusti – Elfenbenskusten blir självständigt från Frankrike.
- 16 augusti – Cypern blir självständigt från Storbritannien efter 88 år.[3]
- 17 augusti
  - Gabon blir självständigt från Frankrike.
  - 15-åriga Jane Cederqvist, Sverige sätter världsrekord på 800 meter frisim.[2]
- 18 augusti – Första p-pillret börjar säljas i USA.[8]
- 19 augusti – Hundarna Belka och Strelka återvänder och landar välbehållna i Sovjetunionen efter att ha kretsat runt Jorden i sovjetiska satelliten Sputnik 5.[1]
- 25 augusti – De 17:e olympiska sommarspelen invigs i Rom med deltagare från 86 länder.[1]
- 26 augusti
  - FN:s generalsekreterare Dag Hammarskjöld har låtit FN-trupper besätta Katanga. Det gillar inte Patrice Lumumba, som har sovjetiskt stöd.[1]
  - Per Anders Fogelströms roman Mina drömmars stad utkommer[6], och är en Stockholmsskildring.[8]
- 28 augusti – Täby galoppbana invigs.
- 29 augusti – 63 personer omkommer då ett franskt trafikflygplan störtar i havet utanför Dakar, Senegal.[7]

### September
- 3 september – Stockholms högskola blir Stockholms universitet.[3]
- 14 september
  - OPEC bildas.[3][16]
  - Överste Mubutu och armén griper makten i Kongo-Léopoldville[1] efter en militärkupp då president Joseph Kasavubu avskedat premiärminister Patrice Lumumba, vars soldater anfallit FN-styrkorna.[8]
- 18 september – I det svenska andrakammarvalet går socialdemokraterna fram något medan högern för första gången på länge backar.[6] Valdeltagandet är det högsta dittills, 86 %.
- September – Folkpartiet och Centerpartiet deklarerar att de skall utgöra "mitten" i svensk politik, mellan socialdemokraterna och högern.

### Oktober

Nigeria.

- 1 oktober – Nigeria blir självständigt från Storbritannien.
- 3 oktober – Vid ett tal i FN:s generalförsamling angriper Nikita Chrusjtjov Dag Hammarskjöld för att gå "västmaktsimperialismens ärende" i Kongokrisen.[1]
- 11 oktober – Över 6 000 personer omkommer i Östpakistan vid orkan med följande flodvåg.[12]
- 12 oktober – Nikita Chrusjtjov protesterar i FN:s generalförsamling och vill att generalsekreterarposten i FN ersätts av en ledartrojka och dunkar skon i bordet.[1] Generalförsamlingen debatterar Sovjetunionens verksamhet i Östeuropa.
- 26 oktober – Ett Lansenplan från Västgöta flygflottilj störtar ner i ett hus i Vikbo, väster om Sundänge i Kolsva kommun, Sverige och sju personer omkommer.
- Oktober – Det svenska Högerpartiet tonar ner sin kritik av den svenska välfärdsstaten och överger de ståndpunkter som uppfattas vara extrema.

### November

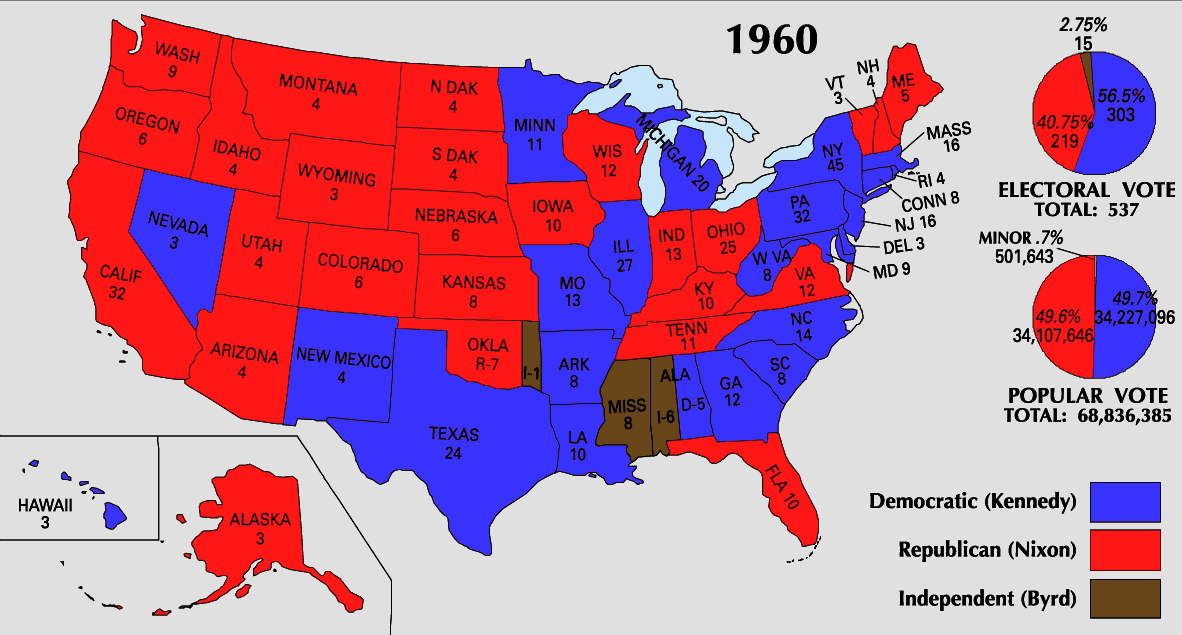
Presidentval i USA.

- 8 november – Demokraten John F. Kennedy besegrar republikanen Richard Nixon vid presidentvalet i USA, och skapar hopp om en ny politisk era.[1] John F. Kennedy blir därmed den hittills yngste (gäller inför 2012 års val) att väljas till amerikansk president (43 år gammal).
- 13 november – Den svenska skådespelaren May Britt Wilkens gifter sig med den amerikanske artisten Sammy Davis Jr.[8]
- 14 november – 110 personer omkommer då två tåg kolliderar i Tjeckoslovakien.[7]
- 30 november – Tillverkningen av bilmärket Desoto upphör.
- 22 november – Omfattande narkotikahandel avslöjas i Stockholm. Missbruket har på kort tid fyrdubblats.[6] 30 personer har häktats även om antalet missbrukare ännu är få.[2]
- 25 november – Den svenska regeringen inför förbud för försäljning av thinner till ungdomar under 18 år, för att förhindra sniffning.[6]
- 27 november – Den första julkalendern i svensk TV, Titteliture, har premiär. Anledningen till att serien inleds 27 november och inte 1 december är att det vid denna tid inte sänds TV på onsdagar, så man får tidigarelägga starten några dagar, för att ändå hinna ha 24 avsnitt fram till julafton.
- 28 november – Mauretanien blir självständigt.

### December

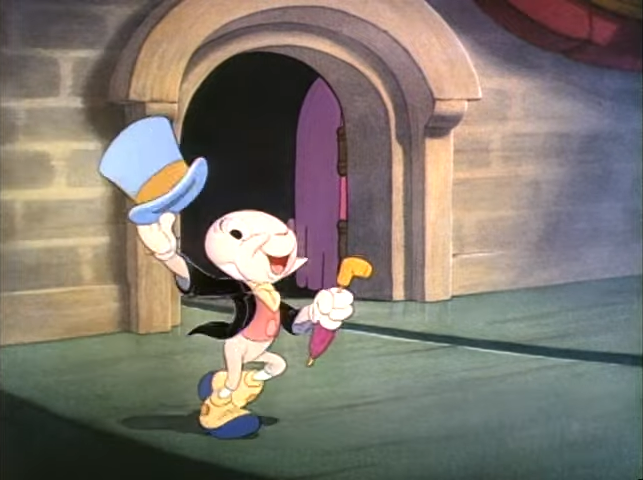
Kalle Anka och hans vänner önskar God Jul börjar sändas i Sverige.

- 13 december – Kyla och snöstorm lamslår trafiken i USA, och över 200 personer dödas.[7]
- 15 december – Doña Fabiola av Belgien gifter sig med kung Baudouin I av Belgien i Bryssel.
- 16 december – 134 personer i luften och två på marken omkommer då två amerikanska trafikflygplan kolliderar i dimma och störtar över New York, USA.[7]
- 17 december – 53 personer omkommer då ett amerikanskt militärflygplan kolliderar med ett kyrktorn över München, Bayern, Västtyskland.[7]
- 21 december – Den miljonte TV-licensen löses i Sverige.[6]
- 24 december – Kalle Anka och hans vänner önskar God Jul, visas för första gången i svensk TV. Den svenska berättarrösten Bengt Feldreich sjunger Ser du stjärnan i det blå?.
- 27 december – Frankrike provspränger en atombomb i Sahara.[5]

### Okänt datum
- 5 700 personer omkommer vid en jordbävning i Lar, Iran.[12]
- Sveriges statsminister Tage Erlander uttalar sig vid socialdemokraternas kongress mot framställning av svenska kärnvapen.
- Den svenska folk- och bostadsräkningen genomförs.
- Skådespelaren Anita Ekberg badar i Fontana di Trevi i en mycket klassisk scen under inspelningen av Federico Fellinis film Det ljuva livet.
- SAS och Pan Am börjar med flygningar från Arlanda till USA.
- Tillverkningen av de klassiska svenska orange-gula rälsbussarna läggs ner, efter att ha tillverkats i 375 exemplar.
- Flera afrikanska och asiatiska stater uppnår under 1960 självständighet från sina forna kolonialherrar.
- Omkring 15 000 flickor och kvinnor i Norge arbetar i husligt arbete, jämfört med  120 000 1930.[17]
- Olof Palme kritiserar i Sveriges riksdag tvångssteriliseringarna i Sverige i den svenska abortlagens tvångsparagraf.[18]

## Födda

### Första kvartalet

#### Januari
- 1 januari – Mark Walter, amerikansk företagsledare.
- 6 januari – Frank Lucas, amerikansk republikansk politiker.
- 7 januari – Loretta Sanchez, amerikansk politiker.
- 11 januari – Mike Turner, amerikansk republikansk politiker.
- 12 januari – Oliver Platt, amerikansk skådespelare.
- 13 januari – Jesper Taube, svensk kock och sångare (baryton).
- 15 januari – Natik Hashim, irakisk fotbollsspelare och -tränare. (död 2004)
- 22 januari – Michael Hutchence, australisk sångare i INXS. (död 1997)
- 29 januari – Greg Louganis, amerikansk simhoppare.
- 31 januari – Douglas Johansson, svensk skådespelare.

#### Februari
- 6 februari
  - James Spader, amerikansk skådespelare.
  - Megan Gallagher, amerikansk skådespelare.
- 9 februari
  - David Bateson, sydafrikansk-kanadensisk skådespelare.
  - Holly Johnson, brittisk sångare, låtskrivare, musiker, konstnär och författare, medlem i gruppen Frankie Goes to Hollywood.
- 13 februari
  - Pierluigi Collina, italiensk fotbollsdomare.
  - Matt Salinger, amerikansk skådespelare.
  - Pia Sundhage, svensk fotbollsspelare och tränare.
- 14 februari – Meg Tilly, amerikansk skådespelare.
- 16 februari – Cherie Chung, kinesisk skådespelare.
- 18 februari – Ilana Avital, israelisk sångerska.
- 19 februari – Prins Andrew, brittisk prins.
- 20 februari – Kee Marcello, eg. Kjell Löfbom, svensk musiker, gitarrist i Europe 1986–1992.
- 25 februari – Anders Uddberg, svensk musiker.
- 28 februari – Dorothy Stratten, kanadensisk fotomodell och skådespelare.
- 29 februari – Richard Ramirez, amerikansk seriemördare.

#### Mars
- 4 mars – Nina Widerberg, svensk barnskådespelare.
- 7 mars – Ivan Lendl, tjeckisk-amerikansk tennisspelare.
- 11 mars – Tommy Nilsson, svensk sångare
- 13 mars – Joe Ranft, amerikansk manusförfattare, röstskådespelare och animatör.
- 15 mars – Tommy Funebo, svensk sverigedemokratisk politiker.
- 17 mars
  - Torkel Knutsson, svensk skådespelare, filmproducent, sångare och regissör.
  - Lotta Tejle, svensk sångerska och skådespelare.
- 18 mars – Richard Biggs, amerikansk skådespelare.
- 21 mars – Ayrton Senna, brasiliansk racerförare.
- 24 mars
  - Kelly LeBrock, amerikansk skådespelare.
  - Nena, eg. Susanne Kerner, tysk sångerska.
- 26 mars – Jennifer Grey, amerikansk skådespelare.
- 29 mars
  - Annabella Sciorra, amerikansk skådespelare.
  - Marina Sirtis, brittisk skådespelare.
- 30 mars – Bill Johnson, amerikansk alpin skidåkare.

### Andra kvartalet

#### April
- 1 april – Reijo Ruotsalainen, finländsk ishockeyspelare.
- 3 april – Kaśka Krośny, svensk filmproducent.
- 4 april – Hugo Weaving, australisk skådespelare.
- 11 april
  - Saif al-Adel, egyptisk terrorist.
  - Jeremy Clarkson, brittisk programledare.
- 12 april – Mats Blomgren, svensk skådespelare.
- 13 april – Rudi Völler, tysk fotbollsspelare och manager.
- 14 april – Brian Forster, amerikansk barnskådespelare The Partridge Family.
- 15 april – Susanne Bier, dansk regissör.
- 16 april – Rafael Benítez, spansk fotbollsspelare och tränare.
- 22 april – Mart Laar, estnisk regeringschef, 1992–1994 och 1999–2000.
- 23 april – Steve Clark, brittisk musiker, medlem i hårdrocksbandet Def Leppard.
- 26 april – Maria Kulle, svensk skådespelare.
- 29 april – Ika Nord, svensk mimare och skådespelare.

#### Maj
- 3 maj – Amy Steel, amerikansk skådespelare.
- 9 maj – Johnny Paul Koroma, president och kuppmakare i Sierra Leone.
- 10 maj
  - Bono, eg. Paul Hewson, irländsk musiker, sångare i rockgruppen U2.
  - Dean Heller, amerikansk republikansk politiker.
  - Per-Gunnar Hylén, svensk skådespelare.
- 13 maj – Julianne Phillips, amerikansk fotomodell och skådespelare.
- 17 maj
  - Marika Domanski Lyfors, svensk fotbollsspelare, förbundskapten för Sveriges damlandslag i fotboll 1996–2005.
  - Simon Fuller, brittisk tv-producent artistmanager och skapare av Idol-formatet.
- 18 maj
  - Yannick Noah, fransk tennisspelare.
  - Jari Kurri, finländsk ishockeylegend.
  - Ulf Rådbjer, svensk ishockeydomare.
- 21 maj – Jeffrey Dahmer, amerikansk seriemördare.
- 22 maj – Hideaki Anno, japansk regissör och animatör.
- 24 maj
  - Charlie Dent, amerikansk republikansk politiker.
  - Nahid Persson, svensk journalist och dokumentärfilmare.
  - Kristin Scott Thomas, brittisk skådespelare.
- 25 maj – Jeanette Holmgren, svensk skådespelare och sångerska.
- 26 maj – Doug Hutchison, amerikansk skådespelare.
- 31 maj – Chris Elliott, amerikansk komiker och skådespelare.

#### Juni
- 2 juni – Mark Calcavecchia, amerikansk golfspelare.
- 9 juni – Eva Dahlgren, svensk sångerska.
- 11 juni – Stefan Sundström, svensk artist.
- 20 juni
  - Adam Schiff, amerikansk demokratisk politiker.
  - John Taylor, brittisk musiker, basist i Duran Duran.
- 22 juni – Erin Brockovich, amerikansk miljöaktivist.
- 23 juni – Per Morberg, svensk skådespelare.
- 24 juni – Juli Inkster, amerikansk golfspelare.
- 25 juni – Gitte Seeberg, dansk EU-parlamentariker.
- 26 juni – Mark Durkan, nordirländsk politiker.

### Tredje kvartalet

#### Juli
- 1 juli – Mikael Håfström, svensk regissör och manusförfattare.
- 3 juli – Håkan Loob, svensk ishockeyspelare.
- 4 juli – Roland Ratzenberger, österrikisk racerförare.
- 6 juli – Maria Borelius, svensk journalist.
- 12 juli – Jevgenij Dvorzjetskij, rysk skådespelare.
- 14 juli – Angélique Kidjo, beninsk-fransk sångerska, musiker och låtskrivare.
- 15 juli
  - Kim Alexis, amerikansk fotomodell.
  - Annichen Kringstad, svensk orienterare.
- 17 juli – Robin Shou, kinesisk skådespelare.
- 19 juli – Atom Egoyan, kanadensisk regissör.
- 21 juli – Adrienne King, amerikansk skådespelare.
- 28 juli – Chris Reece, musiker, Social Distortion.

#### Augusti
- 1 augusti – Chuck D, amerikansk musiker, medlem i Public Enemy.
- 4 augusti – José Luis Rodríguez Zapatero, spansk politiker, premiärminister 2004–2011.
- 7 augusti – David Duchovny, amerikansk skådespelare.
- 10 augusti
  - Antonio Banderas, spansk skådespelare.
  - Kenny Perry, amerikansk golfspelare.
- 13 augusti – Erik Videgård, svensk krögare och författare.
- 14 augusti – Sarah Brightman, brittisk sopran och skådespelare.
- 16 augusti
  - Timothy Hutton, amerikansk skådespelare.
  - Mitch Landrieu, amerikansk demokratisk politiker.
- 17 augusti – Sean Penn, amerikansk skådespelare.
- 19 augusti – Morten Andersen, dansk utövare av amerikansk fotboll.
- 20 augusti – Joakim Paasikivi, svensk militär.
- 21 augusti – Stefan Attefall, svensk politiker (kristdemokrat), förbundsordförande för Kristdemokratiska Ungdomsförbundet 1986–1989, riksdagsledamot 1991–1994 och från 1998.
- 22 augusti – Regina Taylor, amerikansk skådespelare.
- 25 augusti – Jonas Gahr Støre, norsk politiker, statsminister 2021–
- 26 augusti
  - Avi Kushnir, israelisk skådespelare.
  - Jan Brink, svensk ryttare, dressyr.
- 31 augusti – Hassan Nasrallah, ledare för Hizbollah.

#### September
- 7 september – Pamela Springsteen, amerikansk fotograf och skådespelare.
- 8 september
  - Aimee Mann, amerikansk sångerska.
  - Aguri Suzuki, japansk racerförare.
- 9 september
  - Hugh Grant, brittisk skådespelare.
  - Stefano Righi, italiensk sångare, låtskrivare, musiker, skivproducent och skådespelare, medlem i duon Righeira.
- 10 september
  - Alison Bechdel, amerikansk serieskapare.
  - Colin Firth, brittisk skådespelare.
- 17 september – Damon Hill, brittisk racerförare.
- 18 september
  - Lena B. Eriksson, svensk skådespelare.
  - Lena Sulkanen, svensk bowlare.
- 20 september – Peter Phelps, australisk skådespelare.
- 21 september – David James Elliott, kanadensisk skådespelare.
- 23 september – Kaisa Juuso, finländsk politiker.
- 26 september – Michael Abosch, filmfotograf.
- 27 september – Leonardo David, italiensk alpin skidåkare.
- 29 september
  - Ieroklis Michaelidis, grekisk skådespelare.
  - Jimmy Takter, svensk travkusk och travtränare.
- 30 september – Blanche Lincoln, amerikansk demokratisk politiker, senator.

### Fjärde kvartalet

#### Oktober
- 4 oktober – Larisa Belogurova, rysk skådespelare.
- 8 oktober – Rano Karno, indonesisk skådespelare.
- 9 oktober – Anders Ekborg, svensk skådespelare.
- 18 oktober – Jean-Claude Van Damme, belgisk skådespelare.
- 20 oktober – Peter Fitzgerald, amerikansk republikansk politiker, senator 1999–2005.
- 23 oktober – Randy Pausch, amerikansk professor i datavetenskap.
- 24 oktober – B.D. Wong, amerikansk skådespelare.
- 30 oktober – Diego Maradona, argentinsk fotbollsspelare.
- 31 oktober
  - Luis Fortuño, Puerto Ricos guvernör 2009–2013.
  - Reza Pahlavi, iransk f.d. kronprins, statsvetare och pilot.

#### November
- 1 november – Tim Cook, VD för Apple Inc.
- 5 november – Tilda Swinton, brittisk skådespelare.
- 6 november – Sara Heldt, svensk manusförfattare.
- 8 november
  - Oleg Mensjikov, rysk skådespelare.
  - Michael Nyqvist, svensk skådespelare.
- 9 november – Andreas Brehme, tysk fotbollsspelare.
- 11 november – Stanley Tucci, italiensk-amerikansk skådespelare.
- 12 november – Peter Levin, svensk vd för flera filmbolag, styrelseledamot i Svenska Antipiratbyrån.
- 16 november – Pia Johansson, svensk skådespelare, föreläsare och moderator.
- 18 november – Kim Wilde, brittisk sångerska.
- 19 november – Matt Sorum, amerikansk musiker som spelat i bland annat Guns N' Roses och Velvet Revolver.
- 25 november – John F. Kennedy Jr., amerikansk advokat och chefredaktör.
- 26 november – Jack Markell, amerikansk demokratisk politiker, guvernör i Delaware 2009–2017.
- 27 november
  - Boman Oscarsson, svensk skådespelare.
  - Tim Pawlenty, amerikansk politiker, Minnesotas 39:e guvernör.
  - Julia Tymosjenko, ukrainsk politiker, premiärminister 2005.
- 30 november – Gary Lineker, brittisk fotbollsspelare och manager.

#### December
- 2 december – Sydney Youngblood, amerikansk sångare.
- 3 december
  - Daryl Hannah, amerikansk skådespelare.
  - Julianne Moore, amerikansk skådespelare.
- 4 december – Glynis Nunn, australisk friidrottare.
- 9 december – Caroline Lucas, brittisk politiker.
- 10 december – Kenneth Branagh, irländsk skådespelare.
- 12 december – Volker Beck, tysk politiker.
- 13 december – Harald Hamrell, svensk regissör, manusförfattare och skådespelare.
- 16 december – Canuto Kallan, dansk konstnär.
- 19 december – Jon St. John, amerikansk röstskådespelare.
- 24 december – Charles Ng, kinesisk mördare, dömd till döden i Kalifornien.
- 25 december – Anders Eldeman, svensk programledare.
- 26 december – Temuera Morrison, nyzeeländsk skådespelare.
- 27 december
  - Maryam d'Abo, brittisk skådespelare.
  - Jeff Fortenberry, amerikansk republikansk politiker.
  - Kaj Turunen, finländsk politiker.
- 28 december
  - Ray Bourque, kanadensisk ishockeyspelare.
  - Terri Garber, amerikansk skådespelare.
- 30 december – Heather Wilson, amerikansk republikansk politiker, kongressledamot 1998–2009.
- 31 december – John Allen Muhammad, amerikansk mördare.

### Okänt datum
- Anders Eriksson – svensk-norsk trumpetare, musikproducent och musikarrangör.

## Avlidna

### Första kvartalet

#### Januari
- 3 januari – Victor Sjöström, 80, svensk skådespelare och filmregissör[6].
- 4 januari – Albert Camus, 46, fransk författare och nobelpristagare.
- 5 januari – Norris Brown, 96, amerikansk republikansk politiker, senator 1907–1913.
- 7 januari – Sven Rüno, 59, svensk kompositör, textförfattare, pianist och kapellmästare.
- 12 januari – Nevil Shute, 60, brittisk författare.
- 30 januari – Paul Codos, 63, fransk flygpionjär, den förste som flög över Atlanten i båda riktningarna.
- 31 januari – Auguste Herbin, 77, fransk målare.

#### Februari
- 7 februari – Karl Maybach, 80, tysk motorkonstruktör.
- 10 februari – Alojzije Stepinac, 61, kroatisk kardinal, saligförklarad.
- 12 februari – Oskar von Hindenburg, 77, tysk militär och politiker.
- 14 februari – Sven Lidman, 77, svensk författare och pingstpredikant.
- 21 februari – Edwina Mountbatten, 58, brittisk hjälparbetare.
- 28 februari – Sigfrid Ullman, 74, svensk konstnär.
- 29 februari – Manda Björling, 83. svensk skådespelare.

#### Mars
- 9 mars – Richard L. Neuberger, 47, amerikansk demokratisk politiker och journalist, senator 1955-1960.
- 12 mars
  - Rune Ellboj, 48, svensk kapellmästare, musiker (altsaxofon).
  - Erik Forslund, 81, svensk skådespelare.
- 14 mars – Henning Ohlsson, 72, svensk skådespelare, konstnär, skulptör och skald.
- 29 mars – Elsa Thulin, 73, svensk författare och översättare.

### Andra kvartalet

#### April
- 11 april – Rosa Grünberg, 82, svensk skådespelare och opera- och operettsångerska.
- 17 april – Eddie Cochran, 21, amerikansk rocksångare.
- 28 april – Anton Pannekoek, 87, nederländsk astronom och tänkare.

#### Maj
- 6 maj – Paul Abraham, 67, ungersk-tysk operettkompositör.
- 8 maj – Hugo Alfvén, 88, svensk kompositör[6].
- 11 maj – John D. Rockefeller Jr., 86, amerikansk miljardär.
- 18 maj – Marcello Piacentini, 78, italiensk arkitekt.
- 30 maj – Boris Pasternak, 70, rysk författare, nobelpristagare.
- 31 maj – Walther Funk, 69, nazitysk politiker.

#### Juni
- 29 juni – Edith Wallén, 68, svensk skådespelare.

### Tredje kvartalet

#### Juli
- 6 juli
  - Aneurin Bevan, 62, brittisk politiker.
  - Bengt Jacobsson, 59, svensk militär (generalmajor).
- 15 juli – Albert Kesselring, 74, tysk generalfältmarskalk främst inom Luftwaffe.
- 22 juli – Leif Hallberg, 22, svensk skådespelare.

#### Augusti
- 2 augusti – Adolf Niska, 76, svensk operettsångare, skådespelare, manusförfattare och regissör.
- 5 augusti – Robert Jonsson, 80, svensk skådespelare och sångare.
- 29 augusti – Vicki Baum, 72, österrikisk författare.

#### September
- 7 september – Wilhelm Pieck, 84, östtysk politiker, president i Östtyskland 1949-1960.
- 9 september – Jussi Björling, 49, svensk opera- och konsertsångare[6] (hjärtattack[19]).
- 13 september – Thomas C. Hennings, 57, amerikansk demokratisk politiker, senator 1951-1960.
- 20 september
  - Joseph Nicolas, 92, fransk läkare.
  - Ida Rubinstein, 74, rysk dansös.
- 27 september – Richard Lund, 75, svensk skådespelare.

### Fjärde kvartalet

#### Oktober
- 14 oktober – Sigurd Hoel, 69, norsk författare.
- 15 oktober – Henny Porten, 70, tysk skådespelare.
- 22 oktober – Antti Aho, 59, finländsk författare och översättare.
- 25 oktober – Harry Ferguson, 75, nordirländsk uppfinnare.

#### November
- 2 november – Sven Bergvall, 79, svensk skådespelare.
- 6 november – Erich Raeder, 84, tysk storamiral, marinchef 1938–1943.
- 8 november – Otto Frederick Rohwedder, 80, amerikansk ingenjör, uppfinnare av den första kommersiella brödskivningsmaskinen.
- 16 november
  - Clark Gable, 59, amerikansk skådespelare.
  - William Larrabee, 90, amerikansk demokratisk politiker, kongressledamot 1931–1943.
- 22 november – Gustav Fonandern, 80, svensk arkitekt, sångare, textförfattare och skådespelare.
- 26 november – James Boyd, 66, amerikansk flygpionjär.
- 28 november
  - Dirk Jan de Geer, 89, nederländsk konservativ politiker, premiärminister 1926–1929 och 1939–1940.
  - Richard Wright, 52, amerikansk författare.
- 29 november – Max Pruss, 69, tysk befälhavare på zeppelinaren Hindenburg vid olyckan 1937.

#### December
- 11 december – Svend Rindom, 76, dansk skådespelare och manusförfattare.
- 12 december – Christopher Hornsrud, 101, norsk politiker, Norges förste socialdemokratiske statsminister 1928.
- 17 december – Gösta Hård, 63, svensk militär.
- 22 december – Ninian Comper, 96, brittisk arkitekt.
- 24 december – Clyde Tingley, 78, amerikansk demokratisk politiker.
- 26 december – Karl-Erik Kejne, 47, svensk präst.

## Nobelpris[20]
- Fysik – Donald A. Glaser, USA
- Kemi – Willard Frank Libby, USA
- Medicin
  - Sir Frank Burnet, Australien
  - Peter Medawar, Storbritannien
- Litteratur – Saint-John Perse, Frankrike
- Fred – Albert Lutuli, Sydafrika

### Fotnoter
1. 1 2 3 4 5 6 7 8 9 10 11 12 13 14 15 16 17 18 19 20  20:e århundrades När Var Hur – 1960, Bernt Himmelstedt, Forum, 1999
2. 1 2 3 4 5 6 7  Sverige 1900-talet – 1960, NE, Bra Böcker, 2000
3. 1 2 3 4 5 6 7 8  Faktakalendern 2000 – 1960 (Sverige), 1999
4. ↑  Faktakalendern 2000 – 1960 (Utlandet), Semic, 1999
5. 1 2 3  Faktakalendern 1997, Semic, 1996
6. 1 2 3 4 5 6 7 8 9 10 11 12 13 14 15 16  Hundra år i Sverige – 1960, Hans Dahlberg, Albert Bonniers, 1999
7. 1 2 3 4 5 6 7  Faktakalendern 1996, Semic, 1995
8. 1 2 3 4 5 6 7 8  100 år med Aftonbladet – 1960, 1999
9. ↑  "Chronology—April 1960", The World Almanac and book of fact 1961 pp164–168
10. ↑  "U.S. Puts Weather Satellite in Orbit", Oakland Tribune, April 1,1960, p1
11. ↑  "Space TV Spots Storm in Midwest—Scores Fabulous 'First'", The Independent (Long Beach, CA), April 2, 1960, p1
12. 1 2 3 4  Faktakalendern 2006, Semic, 2005
13. ↑  Israel-Nepal: 55 years of diplomatic relations Arkiverad 29 juni 2016 hämtat från the Wayback Machine.
14. ↑   Mundoandino.com Arkiverad 10 mars 2016 hämtat från the Wayback Machine. (läst 7 juni 2011)
15. ↑  ”Sri Lanka” (på engelska). World Statesmen. http://www.worldstatesmen.org/Sri_Lanka.html. Läst 23 november 2012.
16. ↑  ”OPEC : Brief History”. www.opec.org. https://www.opec.org/opec_web/en/about_us/24.htm. Läst 3 oktober 2021.
17. ↑  Billedsamlingen, UB: Tjeneryrket var lenge det vanligste kvinneyrket
18. ↑  Sverige 1900-talet – Oönskade i folkhemmet, NE, Bra Böcker, 2000
19. ↑  75 år Sverige, Carl-Adam Nycop, Bokförlaget Bra böcker, 1976, sidan 182 – Jussi dog i hjärtslag
20. ↑  ”Nobelpriset”. https://www.nobelprize.org/prizes/lists/all-nobel-prizes/. Läst 10 april 2011.